# Pierre Franqueville

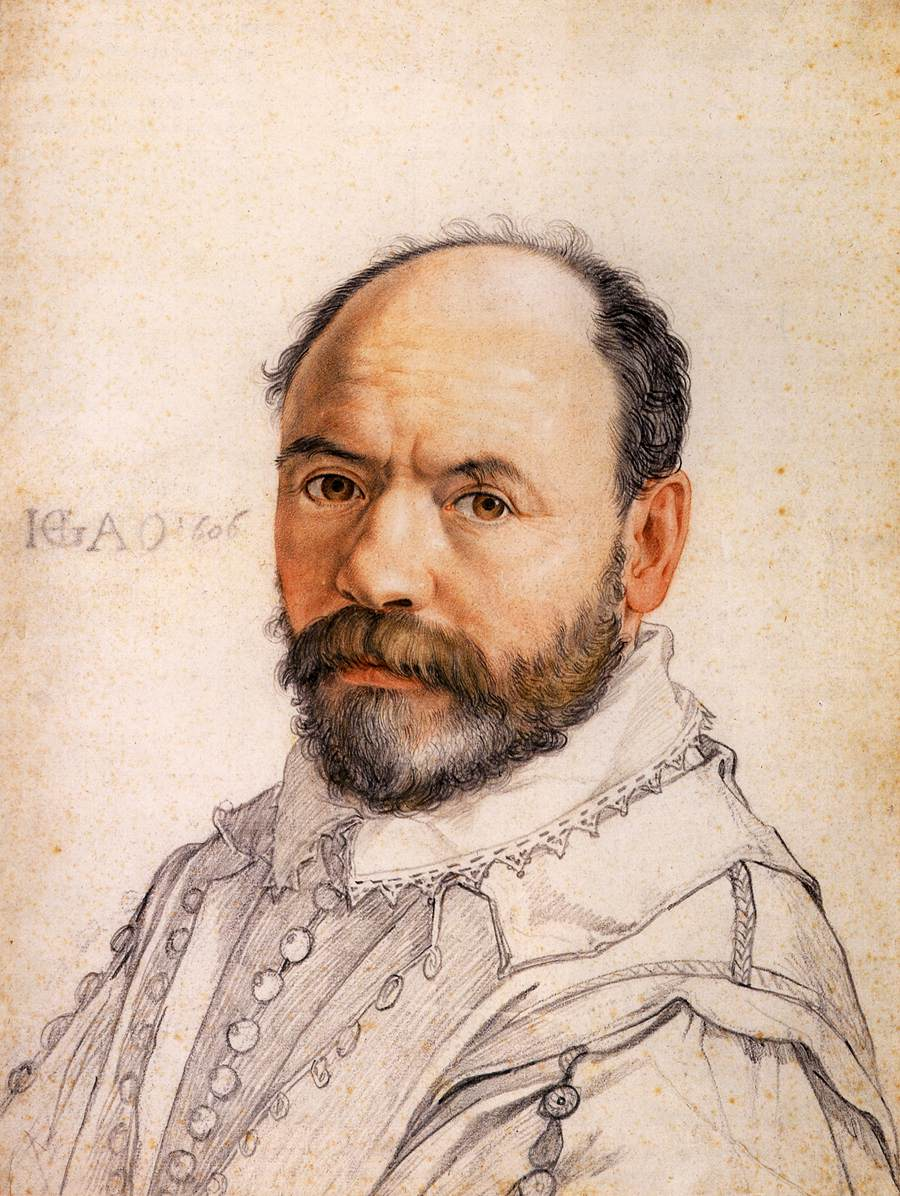
Porträt des Pierre Franqueville (1591)

Pierre Franqueville (* 1548 oder 1553 in Cambrai; † um 25. August 1615 in Paris) war ein französischer Bildhauer. Er erlernte in Florenz die Kunst des Manierismus und brachte diesen nach Frankreich.

## Leben
Franqueville entstammte einer adeligen Familie von spanischer Herkunft. Er verließ aus Neigung zur Kunst mit 16 Jahren das väterliche Haus und begab sich nach Paris, wo er sich im Zeichnen ausbilden ließ. Anschließend kam er 1566 nach Innsbruck, wo er bei einem Bildschnitzer eine Lehre absolvierte und für einige Zeit in Diensten des Erzherzogs Ferdinand II. von Tirol stand, in dem er einen Gönner fand, der ihn in die Lage versetzte 1571 oder 1572 eine Reise nach Italien zu unternehmen und Rom und Florenz zu besuchen. Hier arbeitete er, ausgestattet mit einem Empfehlungsschreiben des Herzogs, bei Giovanni da Bologna und setzte seine Studien in der Bildhauerei fort. Da er der beste Schüler seines Meisters war, ließ ihm dieser einen Auftrag für Abate Antonio Bracci ausführen, der die Gärten seines Landhauses in Rovezzano ausschmücken lassen wollte. Hier stellte um 1574 er mehrere Statuen und Gruppen aus Marmor für dieses Anwesen und den Stadtpalast des Geistlichen in Florenz her.
Anschließend ging er kurzzeitig nach Rom, um dort einige Antiken zu kopieren und ging 1579 mit da Bologna nach Genua, wohin sie Luca Grimaldi bestellt hatte, um für ihn einige Aufträge in der Chiesa di San Francesco di Castelletto auszuführen. Während sein Meister Genua bald darauf wieder verließ, blieb Franqueville dort und führte die Arbeiten nach dessen Entwürfen aus. Die Kirche wurde 1779 zerstört, einige der Werke kamen in die Aula der Universität. Darunter befanden sich 14 Bronzereliefs mit Szenen aus der Passion Christi. Für den Palazzo Luca Grimaldi (Palazzo Bianco) führte er 1885 zwei marmorne Kolossalstatuen, einen Janus und einen Jupiter aus, die mit „Faciebat hoc opus Petrus Franc. flandrus 1585“ signiert sind. Von den späteren Dogen Matteo Senarega erhielt er in Genua einen weiteren Auftrag und fertigte für die Kapelle San Sebastiano im Dom in Genua 6 Statuen (Hl. Ambrosius, Hl. Stephan und die vier Evangelisten). Zurückgekehrt nach Florenz fertigte er die allegorischen Figuren der Klugheit, Demut und Keuschheit, sowie einen Moses und einen Aaron für die Kapelle Niccolini in der Kirche Santa Croce sowie 1589 für die Kapelle San Antonio in der Kirche San Marco 6 Heiligenstatuen nach Entwürfen de Bolognas. Er modellierte zudem in diesem Jahr anlässlich der Feierlichkeiten zum Einzug der Großherzogin Christine von Lothringen 6 Kolossalstatuen für die Fassade der Kathedrale von Florenz. Giovanni Battista Paggi stellte in dieser Zeit ein Porträtbildnis Franquevilles her, das mit „Petrus Francevillus belgius etat. 42 1589“ gekennzeichnet ist. Ein weiteres Porträt fertigte der Maler Frans Pourbus von ihm an.
Im Jahr 1598 wurde er von Ferdinando de’ Medici nach Pisa abberufen, um dort auf der Piazza dei Cavalieri einen Brunnen mit einer Statue von Cosimo I. anzufertigen. Diese, ebenso wie die spätere von Ferdinando, die auf der Piazza San Niccola aufgestellt wurde, fertigte er nach Entwürfen da Bolognas an. Des Weiteren war er eine Zeit lang mit anderen Schülern da Bolognas an der Restaurierung der 1595 durch einen Brand beschädigten Türen des Doms beteiligt. Dort stellte er unter anderem an Hauptportal das Relief der „Heimsuchung Mariae“, sowie am linken und rechten Portal die Geißelung Christi (r) und einen Judaskuss sowie eine Kreuztragung her, für die er 1601 entlohnt wurde. Er erhielt zudem das Bürgerrecht in Pisa.
Eine von Franqueville für den Pariser Adligen Girolamo Gondi angefertigte Statue des Orpheus erregte das Interesse des Königs Heinrich IV. Im Jahr 1604 kam er nach Paris, wo ihn Heinrich IV. zum ersten königlichen Bildhauer französisch Sculpteur du roi ernannte. Begleitet wurde er von seinem Schüler und späteren Schwiegersohn Francesco Bordoni (1574–1654). Er arbeitete und wohnte dort im Louvre. In Paris schuf er zahlreiche Statuen, Büsten und Vasen für die königlichen Gärten und Paläste. Er war 1614 an der Herstellung des Sockels für das Reiterstandbild Heinrichs IV. beteiligt, dass da Bologna 1604 begonnen hatte und das später von dessen Schüler Pietro Tacca fertiggestellt und am Pont Neuf aufgestellt wurde. Franqueville stellte für den Sockel die vier gefesselten Bronzefiguren, welche die besiegten Nationen repräsentieren, und die Basreliefs her.
Nach dem Tod Heinrichs IV. wurde er zum Bildhauer von Ludwig XIII. ernannt. Er starb 1615 in Paris.

## Familie
Franqueville war mit Lucia (geborene Bonny verheiratet) und hatte mindestens eine Tochter Smeralda de Franqueville.
Am 19. Oktober 1611 heiratete seine Tochter Smeralda seinen Schüler und Nachfolger Francesco Bordoni. Das Paar hatte einen Sohn Pierre Bourdon (Geboren 1612), der ebenfalls, wie sein Vater und Großvater, Bildhauer und Architekt des Königs wurde.

## Werke (Auswahl)

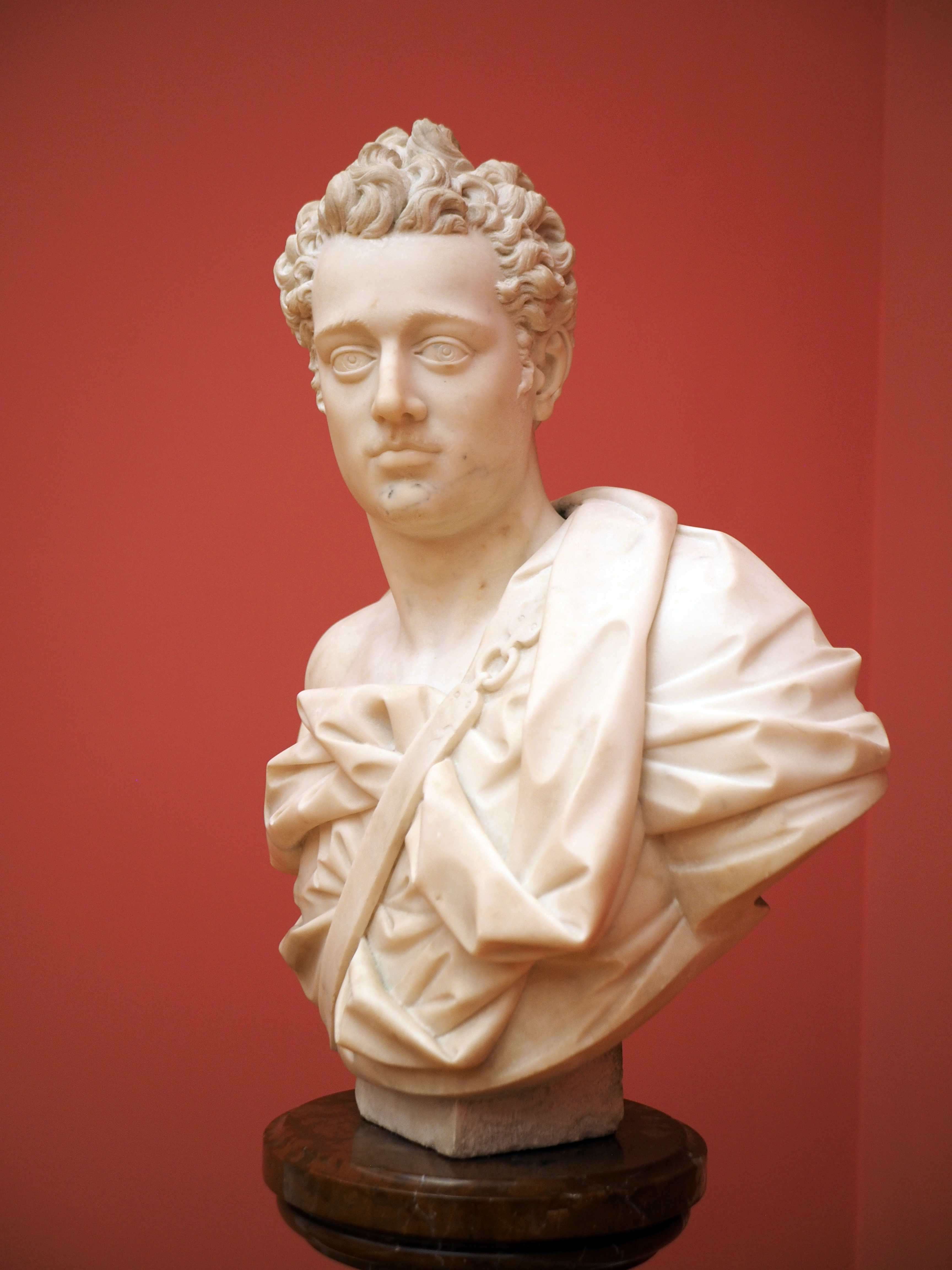
Marmorbüste des Großherzogs Ferdinando I. de’ Medici von Pierre Franqueville

- Statue Heinrichs IV. im Schloss Pau
- Marmorgruppe: die Zeit, welche die Wahrheit entschleiert

Statuen im Louvre in Paris
- 1612: David als Sieger über Goliath, Merkur, Orpheus (Marmor)
- Vier Figuren von Gefangenen (Bronze, die 1618 von seinem Schwiegersohn Francesco Bordoni vollendet wurden).

In Pisa
- Brunnen mit dem Standbild von Cosmo I. (Medici)
- 1595: Standbild von Ferdinand I. (Medici) vor der Kathedrale von Arezzo
- Mercurstatue (kam später in den Boboli-Garten)